# Iguaraçu
Iguaraçu ist ein brasilianisches Munizip im Bundesstaat Paraná. Es hat 5.338 Einwohner (2022), die sich Iguaraçuenser nennen. Seine Fläche beträgt 165 km². Es liegt 570 Meter über dem Meeresspiegel.

## Etymologie
Der Name stammt aus dem Tupi. Seine Interpretation ist umstritten, er kann Guter Ort oder Wo viel Wasser ist oder auch Großes Kanu bedeuten.

## Geschichte

### Besiedlung
Aus dem indigenen Namen Großes Kanu  kann geschlossen werden, dass der Beginn der Besiedlung zwischen 1938 und 1940 liegt. Manche Pioniere, die wirklich an den Fortschritt und an die Hoffnung auf bessere Zeiten glaubten, nannten den Ort "Vida Nova", denn für viele bedeutete er den Beginn eines neuen Lebens. Aber es gab auch Pessimisten, die das Land "Gott bewahre" nannten. 
Im Jahr 1942 kamen die ersten namentlich bekannten Siedlerfamilien. Sie stammten aus den Bundesstaaten Paraná, São Paulo und Minas Gerais. Um 1947 war bereits das erste Sägewerk installiert und in Betrieb. Von da an entstanden Gebäude wie Wohnhäuser und Geschäfte. Ein Laden wurde 1947 eingerichtet, der die Grundbedürfnisse wie Unterkunft, Verpflegung, Lebensmittel, Werkzeuge usw. abdeckte. Für seinen eigenen Bedarf bohrte Adolfo Schindler einen Brunnen, der Wasser von guter Qualität lieferte. Aber die Installation und Verteilung von Wasser aus einer natürlichen Quelle erfolgte erst zwischen 1969 und 1973.
Es entstand auch das Krankenhaus der Stadt, das von einem Arzt privat betrieben wurde. Ein privates Wasserrad war der erste Energieerzeuger, erst später wurde eine Genossenschaft gegründet, die ein kleines Wasserkraftwerk baute. Ein weiteres Novum war die Firma Delgado aus Arapongas, die die ersten öffentlichen Verkehrsmittel anbot. Die erste Heilige Messe wurde am 8. Dezember 1947 zelebriert, bei der das Kreuz aufgestellt wurde. Dann wurde die Kirche gebaut, deren Glocke von der Casa Minati in Londrina gegossen wurde.

### Erhebung zum Munizip
Iguaraçu wurde durch das Staatsgesetz Nr. 2505 vom 22. November 1955 aus Astorga ausgegliedert und in den Rang eines Munizips erhoben. Es wurde am 16. Dezember 1956 als Munizip installiert.

## Geografie

### Fläche und Lage
Iguaraçu liegt auf dem Terceiro Planalto Paranaense (der Dritten oder Guarapuava-Hochebene von Paraná) auf 23° 11′ 49″ südlicher Breite und 51° 49′ 40″ westlicher Länge. Seine Fläche beträgt 165 km². Es liegt auf einer Höhe von 570 Metern.

### Vegetation
Das Biom von Iguaraçu ist Mata Atlântica.

### Klima
In Iguaraçu herrscht gemäßigtes, warmes Klima. Der Niederschlag in Iguaraçu ist hoch (1559 mm pro Jahr), auch während des trockensten Monats. Die Klimaklassifikation nach Köppen und Geiger lautet Cfa. Im Jahresdurchschnitt liegt die Temperatur bei 21,8 °C.

### Gewässer
Der Pirapó bildet die südwestliche Grenze des Munizips.

### Straßen
Iguaraçu liegt an der PR-317 von Maringá nach Santo Inácio am Parapanema.

### Nachbarmunizipien
|        | Santa Fé                                    | Munhoz de Mello |
| Ângulo | Kompassrose, die auf Nachbargemeinden zeigt | Astorga         |
|        | Maringá                                     |                 |

## Stadtverwaltung
Bürgermeister: Eliseu da Silva Costa, Patriota (2021–2024)
Vizebürgermeister: Osvaldo de Araújo Martins (2021–2024)

## Demografie

### Bevölkerungsentwicklung
| Jahr | Einwohner | Stadt | Land |
| ---- | --------- | ----- | ---- |
| 1960 | 15.631    | 16 %  | 84 % |
| 1970 | 9.855     | 18 %  | 82 % |
| 1980 | 6.527     | 32 %  | 68 % |
| 1991 | 5.691     | 71 %  | 29 % |
| 2000 | 3.598     | 78 %  | 22 % |
| 2010 | 3.982     | 89 %  | 11 % |
| 2022 | 5.338     |       |      |

Quelle: IBGE (2011) und Volkszählung 2022

### Ethnische Zusammensetzung
| Gruppe * | 1991    | 2000    | 2010    | wer sich als …                                                                   |
| --- | ------- | ------- | ------- | -------------------------------------------------------------------------------- |
| Weiße | 64,4 %  | 53,5 %  | 58,0 %  | weiß bezeichnet                                                                  |
| Schwarze | 1,9 %   | 3,5 %   | 4,0 %   | schwarz bezeichnet                                                               |
| Gelbe | 0,1 %   | 0,7 %   | 0,8 %   | von fernöstlicher Herkunft wie japanisch, chinesisch, koreanisch etc. bezeichnet |
| Braune | 33,4 %  | 41,9 %  | 36,8 %  | braun oder als Mischung aus mehreren Gruppen bezeichnet                          |
| Indigene | 0,1 %   | 0,1 %   | 0,4 %   | Ureinwohner oder Indio bezeichnet                                                |
| ohne Angabe | 0,0 %   | 0,4 %   | 0,0 %   |                                                                                  |
| Gesamt | 100,0 % | 100,0 % | 100,0 % |                                                                                  |
| *) Das IBGE verwendet für Volkszählungen ausschließlich diese fünf Gruppen. Es verzichtet bewusst auf Erläuterungen. Die Zugehörigkeit wird vom Einwohner selbst festgelegt. |         |         |         |                                                                                  |

Quelle: IBGE (Stand: 1991, 2000 und 2010)